# American Splendor
 American Splendor és una pel·lícula melodramàtica biogràfica nord-americana de 2003 sobre Harvey Pekar, l'autor de la sèrie de còmics American Splendor. La pel·lícula, és una producció híbrida amb actors en directe, documentals i animació, és en part una adaptació cinematogràfica al còmics, que dramatitza la vida de Pekar. American Splendor va ser escrit i dirigit pels documentalistes Shari Springer Berman i Robert Pulcini.
És protagonitzada per Paul Giamatti com Pekar i Hope Davis com Joyce Brabner. També inclou aparicions dels mateixos Pekar i Brabner juntament amb el company de feina de Pekar durant molt de temps, Toby Radloff,que discuteixen les seves vides, els còmics i com se sent quan els actors els representen a la pantalla. Va ser filmat completament a Cleveland i Lakewood a Ohio.

## Argument
American Splendor descriu la veritable història del guionista de còmics Harvey Pekar. Al començament de la pel·lícula, porta una existència més aviat taciturna entre el seu treball de documentalista, algunes converses sobre tot i res amb els seus col·legues i alguns coneixements, i la seva passió pel jazz, que sadolla recercant peces rares en les botigues d'ocasió. Així coneix el famós dibuixant de còmics Robert Crumb, llavors desconegut, que és també col·leccionista. Diversos anys més tard, quan Crumb s'ha fet famós, Harvey li sotmet els story-boards d'un projecte de còmics basat en la seva vida, proposant-li fer-ne els dibuixos.
Crumb accepta, i contra tota previsió, aquesta sèrie titulada American Splendor, que relata una vida simple, trivial, obté un gran èxit. Harvey Pekar es guanya així una certa celebritat als Estats Units, les conseqüències de la qual sobre la seva vida quotidiana són presentades en la pel·lícula. En particular American Splendor li permet trobar la seva futura dona Joyce Brabner, que també escriu còmics, i amb qui realitzarà altres històries autobiogràfiques, igualment integrades en part en la pel·lícula.

## Anàlisi
American Splendor és una sorprenent combinació de diferents gèneres en una sola obra. En efecte, al principi es tracta d'una biografia filmada de Harvey Pekar, tractada sota l'angle de la ficció… i també del documental (del qual els dos directors són especialistes). El vertader Harvey Pekar apareix en la pel·lícula, comentant l'acció, mentre que un actor (Paul Giamatti) fa el seu paper per a les escenes situades una vintena d'anys darrere en el passat, i un altre el representa com a nen (Daniel Tay). A més, l'esdeveniment central de la vida de Harvey Pekar presentat a la pel·lícula és el seu treball de guionista d'una sèrie de còmics, autobiogràfic, i que s'ajunta en la pel·lícula: es veuen així algunes escenes de dibuixos animats, després la seva reconstitució en la pel·lícula. D'altra banda, imatges d'arxiu del verdader Harvey Pekar a la televisió s'integren al conjunt. Es creuen així fins a sis versions del personatge principal: Harvey en forma de còmics, dibuixat per Crumb, el vertader i actual Harvey, un Harvey més jove (Paul Giamatti), Harvey de nen (Daniel Tay), l'actor que fa el seu paper en l'obra teatral adaptada dels seus còmics, i el Harvey més jove visible en les imatges d'arxius...
El tema principal de la pel·lícula, a més a més de l'aspecte biogràfic de Pekar, és la riquesa i la complexitat de les coses més simples de la vida, que semblen vulgars al principi però que poden semblar apassionants en una història plena de girs, amb la condició que un es digni a atorgar-los la importància necessària. L'interès d'una vida senzilla que s'assembla a les de molts lectors és presentat en la pel·lícula com la raó de l'èxit de la sèrie de còmics American Splendor. Aquest aspecte és resumit en aquesta cita de Harvey Pekar, que és represa en els cartells de la pel·lícula: «Ordinary life is pretty complicated stuff.» ('La vida ordinària és una cosa bastant complexa').

## Repartiment
- Paul Giamatti: Harvey Pekar
- Harvey Pekar: el «vertader Harvey»
- Daniel Tay: Harvey de nen
- Hope Davis: Joyce Brabner
- Joyce Brabner: la «vertadera Joyce»
- James Urbaniak: Robert Crumb
- Judah Friedlander: Toby Radloff
- Toby Radloff: ell mateix

## Premis i nominacions

### Premis
- 2003. Gran Premi del jurat del Festival de Cinema de Sundance
- 2004. Premi LAFCA a la millor pel·lícula als Los Angeles Film Critics Association Awards.

### Nominacions
- 2004. Oscar al millor guió adaptat per Shari Springer Berman i Robert Pulcini
- 2004. Globus d'Or a la millor actriu secundària per Hope Davis
- 2003. Seleccionat en al categoria Un certain regard del Festival de Canes